# Anchastelater
Anchastelater là một chi bọ cánh cứng trong họ 
Elateridae.
Chi này được miêu tả khoa học năm 1929 bởi Fleutiaux.

## Các loài
Chi này có các loài:
- Anchastelater ornatus Fleutiaux, 1928